# Wladimir Michailowitsch Sensinow
Wladimir Michailowitsch Sensinow (russisch Владимир Михайлович Зензинов; * 29. November 1880 in Moskau; † 20. Oktober 1953 in New York City) war ein russischer Politiker, Publizist und Revolutionär.

## Studium in Deutschland
Als Sohn eines reichen Moskauer Kaufmanns und Ratsherrn wurde er Ende der 1880er Jahre als Schüler von der zaristischen Geheimpolizei Ochrana verwarnt, weil er revolutionäre Schriften verteilt hatte. Nach dem Besuch eines Gymnasiums bis 1899 reiste er nach Deutschland und studierte dort ab 1900 die Fächer Philosophie, Ökonomie, Geschichte und Rechtswissenschaften in Heidelberg, Berlin und Halle (Saale). Während seines Studiums gehörte er dem Kreis Deutsch-sozialistischer Revolutionäre an, dem auch Nikolai Dmitrijewitsch Awksentjew, I.I. Fundaminski und Abram Rafailowitsch Goz mitwirkten. Im Januar 1904 kehrte er nach Moskau zurück und wurde bald ein führendes Mitglied der Partei der Sozialrevolutionäre (SR). Er hatte den Auftrag, in Moskau die Organisation der SR aufzubauen.

## Verbannung, Flucht und revolutionäre Tätigkeit
Am 9. Januar 1905 wurde er verhaftet und saß anschließend sechs Monate in Untersuchungshaft. Dann wurde er zu fünf Jahren Verbannung ins östliche Sibirien verurteilt. Wegen Ausbruch des  Russisch-Japanischen Krieges wurde seine Verbannung in die Provinz von Archangelsk verlegt. Schon am Tage der Ankunft flüchtete er von dort in die Schweiz, wo er im August 1905 in Genf ankam. Danach ging er nach St. Petersburg, wo er der terroristischen Gruppe der Sozialrevolutionäre beitrat. In den folgenden Monaten wurde Sensinow einer der Führer des Dezemberaufstands in Moskau. Doch das Zentralkomitee der SR hatte ausdrücklich vor diesem militärpolitischen Kurs gewarnt.
Im Januar 1906 beteiligte er sich an den Vorbereitungen zur Ermordung des Generalgouverneurs von Moskau, Admiral Fjodor Wassiljewitsch Dubassow. Doch schon im Frühling des Jahres 1906 ging er in die Distrikte von Kiew und  Tschernigow, um dort in der Landwirtschaft zu arbeiten. Seine Arbeit wurde durch die Auflösung der Staatsduma am 9. Juli 1906 unterbrochen. Er fuhr nach St. Petersburg, wo er im September 1906 verhaftet wurde, und in die Verbannung nach Sibirien geschickt wurde.  Im Sommer 1907 kam er mit mehreren Gefangenen nach Jakutsk, von wo er durch die Taiga mehr als 1800 km nach Ochotsk flüchtete. Von dort gelangte er mit einem japanischen Fischerboot nach Japan. Über Shanghai, Hongkong, Singapur und Colombo gelangte er durch den Suez-Kanal nach Europa.

## Erneute Verbannung und antibolschewistische Tätigkeit
Von Januar bis Mai 1910 war er wieder für die Partei in Moskau tätig. Im Mai wurde er in St. Petersburg wieder verhaftet. Nach sechs Monaten Haft in der Peter-und-Paul-Festung wurde er in eine Region so weit nördlich von Jakutsk entfernt verbannt, dass eine Flucht unmöglich war. Dort verbrachte er die nächsten fünf Jahre mit ethnografischen und ornithologischen Studien, über die er später mehrere Bücher veröffentlichte. Nach der Verbannung kam er im Jahre 1915 nach Moskau und gab dort die Zeitung Narodnaja Gaseta heraus. Später ging dann wieder nach St. Petersburg, wo er und Augenzeuge der Oktoberrevolution wurde. Dort wurde er in die Verfassungsgebende Versammlung gewählt.
Als Mitherausgeber arbeitete er an der Zeitung Delo Naroda der SR mit. Im Sommer 1918 ging er in die Wolga-Region, wo sich die antibolschewistischen Kräfte versammelten. Als am 8. Juni 1918 in Samara eine Konstituierende Versammlung (Komutsch) gebildet wurde, gehörte er dem Organisationskomitee an. Er wurde Mitglied der Provisorischen Gesammtrussischen Regierung (Ufaer Direktorium), die am 23. September 1918 von den Gegnern der Bolschewiki gebildet wurde. Im Oktober 1918 zog das Ufaer Direktorium nach Omsk. Dort drang am 18. November 1918 eine Abteilung Kosaken unter dem Kommando des Befehlshabers der sibirischen Kosakendivision Oberst Wjatscheslaw Iwanowitsch Wolkow in die Wohnungen der Mitglieder des Direktoriums ein und verhaftete sie. Sensinow, Awksentjew, J.F. Rogowski und A.A. Argunow wurden zum Stab des Atamans I. N. Krasilnikow gebracht und einige Tage später aus Russland nach China ausgewiesen.

## Emigration nach Europa und die USA
Von China reiste er über die USA nach Paris, wo er im Januar 1919 ankam. Dort wurde im Mai 1920 das Administrative Zentrum von Sozialrevolutionären und anderen politischen Emigranten gegründet, darunter Sensinow, Awksentjew, Wiktor Michailowitsch Tschernow und Alexander Fjodorowitsch Kerenski. Das Zentrum versuchte von Paris aus, die politische Entwicklung in Russland zu beeinflussen. Doch schon im April 1922 stellte das Zentrum seine Tätigkeit ein. Sensinow reiste von Paris nach Prag und Berlin, um dann wieder nach Paris zurückzukehren. Bis 1939 arbeitete er bei verschiedenen Zeitungen und Zeitschriften wie Wolja Rossija, Golos Rossii, Dni, Nowaja Rossija und Sowremennyje sapiski. Im September 1939, bei Ausbruch des Zweiten Weltkriegs ging er nach Finnland und sammelte dort Informationen zu einem Buch über die Sowjetunion, das er in New York im Jahre 1945 veröffentlichte. 1940 fuhr er nach New York reiste und blieb er dort bis zu seinem Lebensende im Jahre 1953.

## Schriften
- Le Parti socialiste revolutionnaire et la situation actuelle en Russie, mit E. Rubanowitsch und Wasili Suchomlin, Paris 1919
- Is schisni rewoluzionera, Paris 1919
- Gosudarstwennyi pereworot Admirala Koltschaka w Omske 18 nojabrja 1918 goda : sbornik dokumentow, Paris 1919
- Dallo zarismo al bolscevismo : ricordi dun rivoluzionario russo, Rom 1920
- The Russian situation mit Ilja Lwowitsch Tolstoi, 1924
- Nena, Berlin 1925
- Schelesny skreschet. Is amerikanskich wpetschatlenii, Paris 1926
- Besprisornyje, Paris 1929
  - Deutsche Übersetzung: Die Tragödie der verwahrlosten Kinder Russlands, Zürich 1930
  - Englische Übersetzung: Deserted: The Story of the Children Abandoned in Soviet Russia, London 1931. Reprint 1975: ISBN 0-88355-190-X
- The Road to Oblivion mit Isaac Don Levine, London 1932
- Wstretscha s Rossijei, New York 1945
- Pereschitoe, New York 1953